# Signaalhond
Signaalhonden zijn een categorie assistentiehonden die speciaal zijn geselecteerd en getraind om dove en slechthorende mensen te assisteren. Signaalhonden worden meestal binnen een tot anderhalf jaar getraind. Hiervoor worden veel bordercollies gebruikt, maar ook de Nova Scotia duck tolling retriever, het kooikerhondje en andere rassen.
Ze attenderen hun bazen op belangrijke geluiden zoals deurbel, rookalarm, passerend verkeer, het roepen van de naam, gehuil van baby, telefoon of een wekker.
Een signaalhond waarschuwt als volgt:
- de hond hoort een geluid;
- de hond loopt naar zijn baas en tikt zijn baas aan;
- de baas weet dan, dat de hond een geluid heeft waargenomen waar hij op is getraind;
- de baas volgt zijn hond, die hem naar de geluidsbron brengt

Het voordeel van een signaalhond boven een technisch wek- en waarschuwingssysteem is dat een hond niet alleen bij de dove thuis, maar ook op straat of andere plaatsen kan waarschuwen voor geluiden. Ook zijn er sociaal-emotionele voordelen (altijd gezelschap, verantwoordelijkheidsgevoel, men wordt sneller aangesproken dan zonder hond) aan verbonden.
En het kan een alternatieve oplossing zijn voor mensen die zich niet prettig voelen bij het gebruik van een waarschuwingssysteem.